# CBEX
China Beijing Equity Exchange (CBEX) è una delle quattro equity exchanges cinesi autorizzate dalla State Assets Administration Supervision Commission, SASAC, a curare la privatizzazione di imprese pubbliche controllate direttamente dal Governo centrale. CBEX gestisce oltre il 50% del totale delle privatizzazioni condotte in Cina e ha sviluppato un notevole expertise nello svolgimento di operazioni di M&A cross-border tra la Cina e le maggiori economie occidentali. Ha inoltre stipulato accordi di cooperazione con NASDAQ, TORONTO STOCK EXCHANGE, ZURICH STOCK EXCHANGE, FRANKFURT STOCK EXCHANGE, REUTERS E SUNBELT.
CBEX è dotata di una struttura organizzativa composta da uno staff di oltre cento persone operative presso la sede centrale, nel cuore del distretto finanziario di Pechino, a supporto di una rete di oltre duecento brokers specializzati in singoli settori industriali. Il dispiegamento di quest'articolata struttura consente a CBEX di operare con particolare efficacia anche nella ricerca di società private cinesi, oggetto di possibile acquisizione da parte di imprese straniere, nonché di potenziali investitori cinesi nel capitale di aziende italiane. L'elevata caratura istituzionale di CBEX è inoltre garanzia della sua capacità di introduzione presso i massimi esponenti della comunità politica ed economico-finanziaria cinese.

## Background
Negli ultimi dieci anni, il Governo cinese ha organizzato e promosso una politica di privatizzazione su vasta scala di imprese a controllo pubblico che ha interessato numerose aziende, dai grandi conglomerati pubblici a piccole e medie unità produttive.
Le norme attualmente in vigore prevedono che le imprese soggette al controllo pubblico e destinate ad essere privatizzate devono necessariamente essere “messe all'asta” sul listino di organismi denominati “equity exchanges”, che curano la ricerca di potenziali acquirenti.Chiunque intenda acquisire partecipazioni, interessenze o singoli assets di un'impresa oggetto di privatizzazione dovrà pertanto rivolgersi a una “equity exchange“ soggetta alla supervisione di una commissione governativa (la “State-Owned Asset Supervision and Administration Commission”) e provvista delle necessarie autorizzazioni. CBEX (China Beijing Equity Exchange) rappresenta la maggiore equity exchange cinese. Nel solo 2007 CBEX ha realizzato oltre 4.500 operazioni di M&A, per un valore complessivo superiore ai 6,4 miliardi di Euro. Nel 2008, il controvalore delle transazioni si è attestato intorno a 10 miliardi di Euro. 
CBEX è attiva dal 1994 ed è il punto di riferimento per lo scambio di equities in Cina e beneficia di ingenti risorse per ciò che concerne il trasferimento di azioni di aziende pubbliche. Il centro per la promozione dei progetti d'investimento e di finanziamento nel parco tecnologico di Zhongguancun a Pechino, ad esempio, è stato creato da CBEX insieme a Zhongguancun Science & Technology Park Administration proprio come piattaforma per gli investimenti ed i finanziamenti di progetti di imprese nel settore high-tech. 
Per l'acquisizione di asset finanziari, CBEX ha costituito il "Financing Asset Supermarket" insieme a China Huarong Asset Management Corporation, China Orient Asset Management Corporation, China Cinda Asset Management Corporation e China Great Wall Asset Management Corporation . In parallelo, CBEX ha stabilito collaborazioni con piattaforme di equity exchange in 24 province, regioni autonome e municipalità, creando un network di servizi a livello nazionale in grado di far circolare le informazioni su progetti di M&A in tutto il territorio cinese.
In Italia CBEX è operativa tramite la piattaforma CMEX (China Milan Equity Exchange), con sede a Milano. 
CMEX è stata costituita nel 2007 sulla base di un accordo di cooperazione e di licenza in via esclusiva siglato con CBEX. L'alleanza prevede che CMEX sia il partner esclusivo di CBEX per l'Italia, nonché preferred partner per l'Europa. 
Le imprese italiane interessate ad accedere alla piattaforma CBEX si avvarranno quindi del supporto del nostro team di esperti, presenti in Italia e in Cina, a coordinamento dell'intera operazione. 
Analogamente, CMEX è il referente esclusivo di CBEX per la ricerca di società italiane oggetto di acquisizione o che possano essere proposte quali possibili partner per imprese cinesi che si rivolgano a CBEX al fine di creare una base operativa in Italia o in altri Paesi europei sull'onda della Go out policy.